# Cikoneng (Pasirjambu)
Cikoneng is een bestuurslaag in het regentschap Bandung van de provincie West-Java, Indonesië. Cikoneng telt 5508 inwoners (volkstelling 2010).